# De chica en chica
Pour plus de détails, voir Fiche technique et Distribution.
De chica en chica (littéralement : De fille en fille) est un film espagnol réalisé par Sonia Sebastián, sorti en 2015. C'est un long métrage inspiré de la série saphique Chica busca chica (es).

## Synopsis
Inès vit le rêve américain à Miami. Elle est en couple avec Becky et brille comme illustratrice dans une grande maison d'édition. Cependant, son bonheur se fissure le jour où elle se fait attraper en train de tromper sa petite amie. Elle décide alors de rentrer auprès de ses proches en Espagne.

## Fiche technique
- Titre d'origine : De chica en chica
- Titre international : Girl Gets Girl
- Réalisation : Sonia Sebastián
- Scénario : Sonia Sebastián, Cristina Pons et Angel Turlan
- Pays d'origine : Espagne
- Langue d'origine : espagnol
- Lieux de tournage : Madrid
- Format : Couleurs
- Genre : comédie
- 1 h 28
- Date de sortie :
  - Espagne :
    - 25 septembre 2015 (limité)
    - 4 novembre 2015 (LesGaiCineMad)

## Distribution
- Jane Badler : Kirsten
- María Botto : Sofía
- Celia Freijeiro : Inés
- Adrián Lastra : Gustavo
- Paulina Gálvez : Becky
- Ismael Martínez (es) : Javier
- Jaime Olías (es) : Fran
- Sabrina Praga : Rai
- Sandra Collantes : Lola
- Marina San José : Blanca
- Eulàlia Ramon : Madre de Marta
- Estefanía de los Santos : Linda
- María Ballesteros : Marta
- Karina Matas Piper : Claire
- Beatriz Montañez : la taxiwoman
- Cristina Pons : Monica
- Mar Ayala : Candela
- Derrick Alvarez : l'assistant funéraire
- Alberto Velasco